# ペニエル・ムラパ
ペニエル・コクー・ムラパ（Peniel Kokou Mlapa, 1991年2月20日 - ）は、トーゴ・ロメ出身のサッカー選手。元トーゴ代表。ポジションはFW。

## 経歴
1999年からTSV1860ミュンヘンのユースチームに所属し、2009年にトップチーム昇格した。5月17日、アレマニア・アーヘン戦でプロデビューを果たした。10月4日、FCザンクトパウリ戦でプロ初ゴールを記録した。
2010年の夏、TSG1899ホッフェンハイムに移籍した。ホッフェンハイムでは54試合に出場、5得点を挙げた。
2012年の夏、ボルシア・メンヒェングラートバッハへ移籍。移籍金は300万ユーロ。
2014年7月、2. ブンデスリーガに降格した1.FCニュルンベルクに期限付き移籍することが決定した。
2023年1月18日、アル・ナスルSCに加入した。

## 代表歴
年代別代表ではドイツ代表としてプレーしている。
2016年3月、トーゴ代表への変更を表明。2017年6月のナイジェリア戦でトーゴ代表デビュー。

## 所属クラブ
- TSV1860ミュンヘンII 2008-2010
- TSV1860ミュンヘン 2009-2010
- TSG1899ホッフェンハイム 2010-2012
- ボルシア・メンヒェングラートバッハ 2012-2015

→ ボルシア・メンヒェングラートバッハII 2012-2013
→ 1.FCニュルンベルク (loan) 2014-2015
- VfLボーフム 2015-